# Distrito de Weinfelden
Weinfelden é um distrito da Suíça, localizado no cantão de Turgóvia. Tem 227,2 km² de área e sua população em 2019 foi estimada em 56.379 habitantes. Sua sede é a comuna de Weinfelden.

## Comunas
| Brasão | Comuna                  | População (31 de dezembro de 2019) | Área km² |
| ------ | ----------------------- | ---------------------------------- | -------- |
|        | Affeltrangen            | 2.606                              | 14.44    |
|        | Amlikon-Bissegg         | 1.341                              | 14.4     |
|        | Berg                    | 3.449                              | 13.1     |
|        | Birwinken               | 1.340                              | 12.3     |
|        | Bischofszell            | 5.982                              | 11.7     |
|        | Bürglen                 | 3.959                              | 11.7     |
|        | Bussnang                | 2.458                              | 19.0     |
|        | Erlen                   | 3.779                              | 12.2     |
|        | Hauptwil-Gottshaus      | 1.993                              | 12.5     |
|        | Hohentannen             | 584                                | 8.0      |
|        | Kradolf-Schönenberg     | 3.609                              | 10.9     |
|        | Märstetten              | 2.889                              | 9.9      |
|        | Schönholzerswilen       | 846                                | 10.94    |
|        | Sulgen                  | 3.918                              | 9.1      |
|        | Weinfelden              | 11.602                             | 15.5     |
|        | Wigoltingen             | 2.464                              | 17.2     |
|        | Wuppenau                | 1.118                              | 12.15    |
|        | Zihlschlacht-Sitterdorf | 2.442                              | 12.2     |
|        | Total (18)              | 56.379                             | 227.2    |